# سونودها
سونودها یا سُنُدها (خلخایی-مغولی: Сөнөд /Sönöd؛ انگلیسی: Sonid, Sönid) یک زیرگروه از مردمانِ مغول جنوبی هستند.